# 赶客
赶客，是一种街头犯罪。它通行于张家界郊区(火车站)，以外地散客（单独出行的旅客）做为主要目标，通过追赶、拉抢旅客以及采取胁迫、恐吓等手段，强制游客接受其旅游服务，以达到谋取暴利的目的。